# Appennino tosco-romagnolo
L'Appennino tosco-romagnolo è una suddivisione della catena degli Appennini ovvero un tratto dell'Appennino settentrionale, interessando Romagna, Toscana, Repubblica di San Marino e le parti settentrionali di Marche ed Umbria. Ad ovest la catena montuosa prosegue con l'Appennino tosco-emiliano e a sud-est con l'Appennino umbro-marchigiano. Il picco più alto è il Monte Falco con i suoi 1.658 metri s.l.m.. Ospita diverse aree naturali protette tra cui il Parco Nazionale delle Foreste Casentinesi, Monte Falterona e Campigna e il Parco naturale regionale del Sasso Simone e Simoncello.

## Descrizione

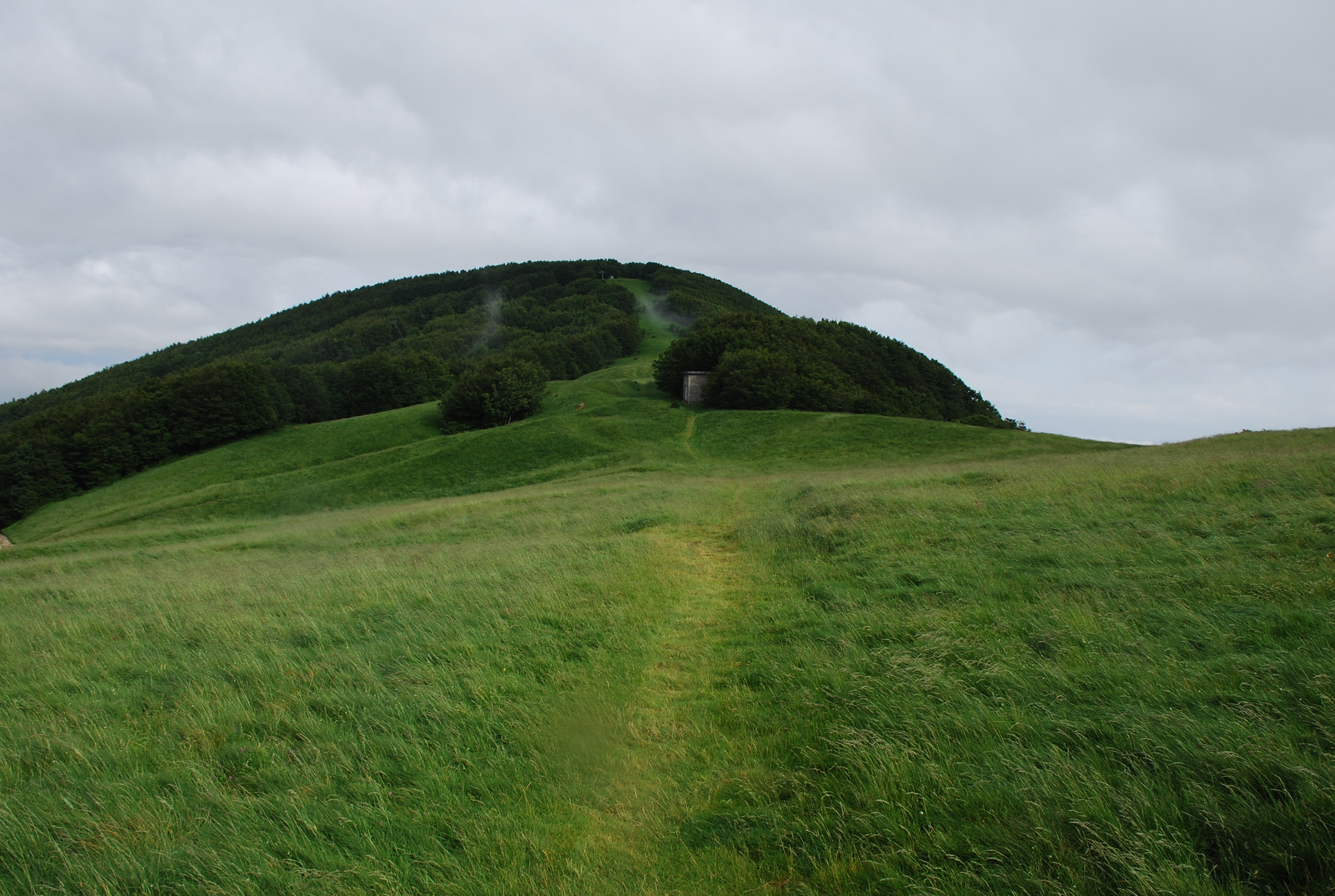
Monte Gabrendo (1539 m)

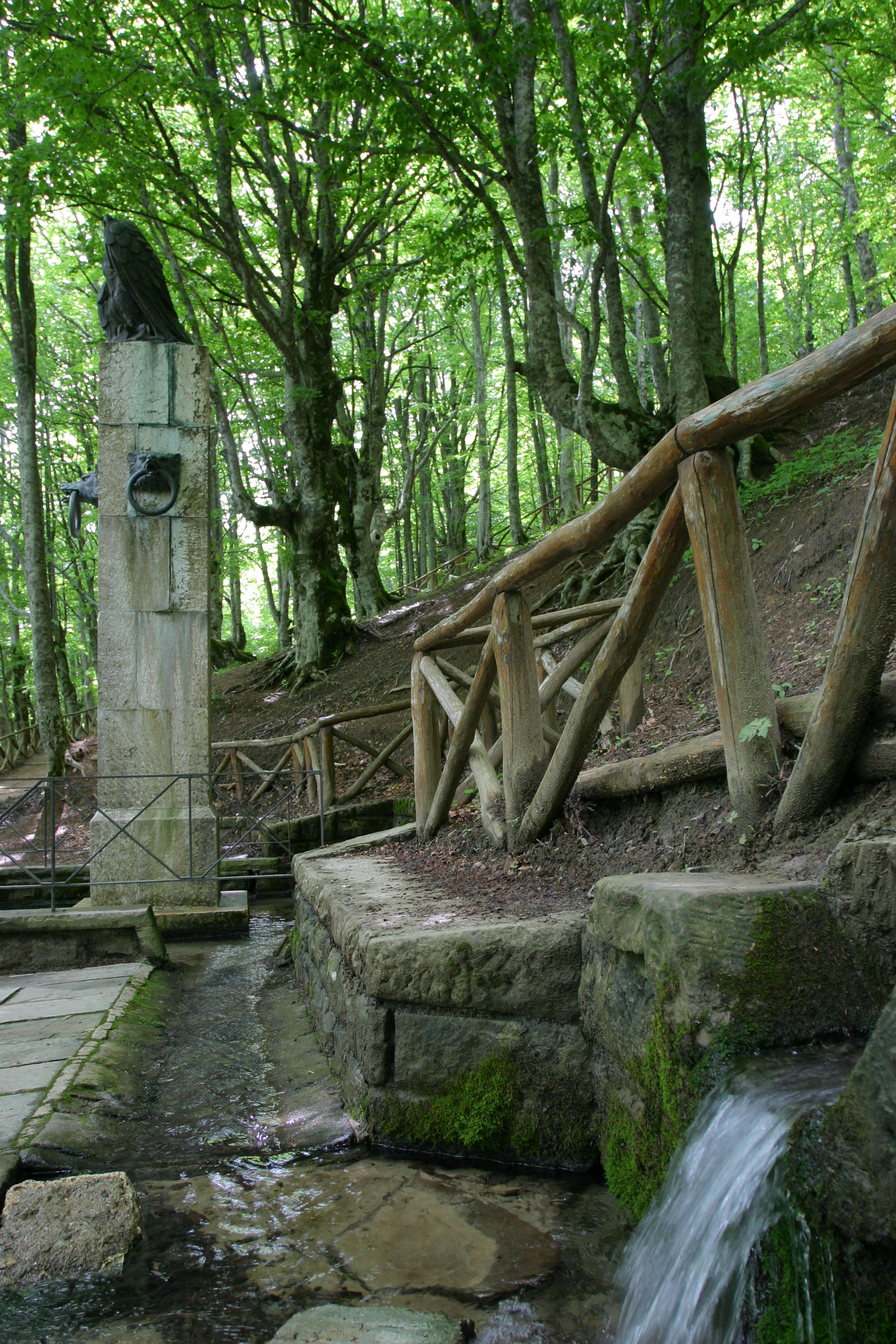
Monte Fumaiolo (Sorgenti del Tevere)

### Confini
- Il punto più ad ovest è il Passo della Futa (oltre il quale si estende l'Appennino tosco-emiliano).
- Il punto più a sud è individuato, a seconda delle fonti, nel passo di Bocca Serriola o in quello di Bocca Trabaria[1], oltre i quali si estende Appennino umbro-marchigiano;
- Il punto più ad est è il promontorio di Fiorenzuola di Focara.

### Suddivisioni versante toscano
- Mugello
- Casentino
- Valdarno
- Val Tiberina
- Valmarecchia toscana

### Suddivisioni versante romagnolo
- Appennino imolese
- Appennino faentino
- Appennino forlivese
- Appennino cesenate
- Appennino riminese
- Montefeltro

### Orografia

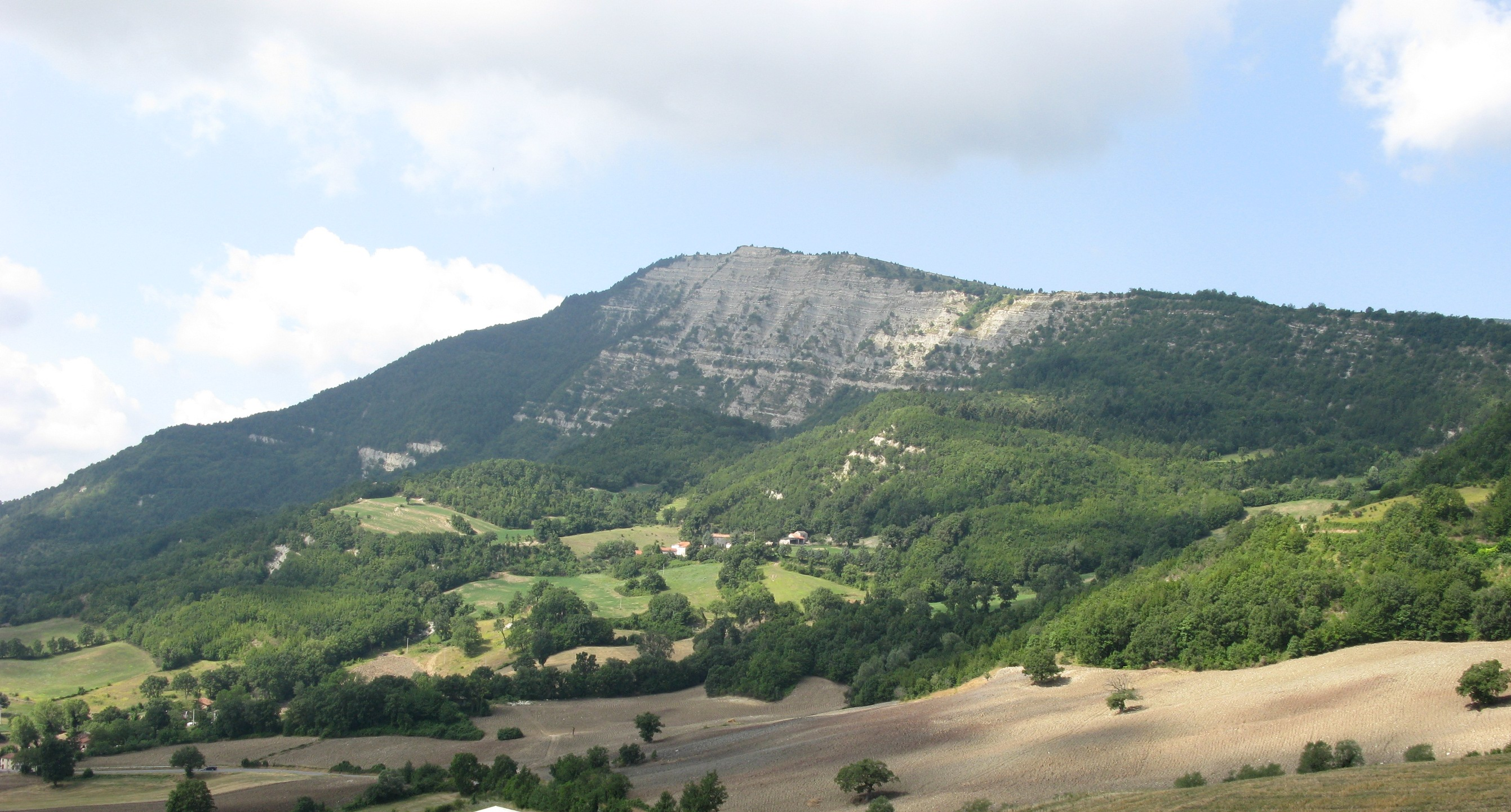
Monte Carpegna

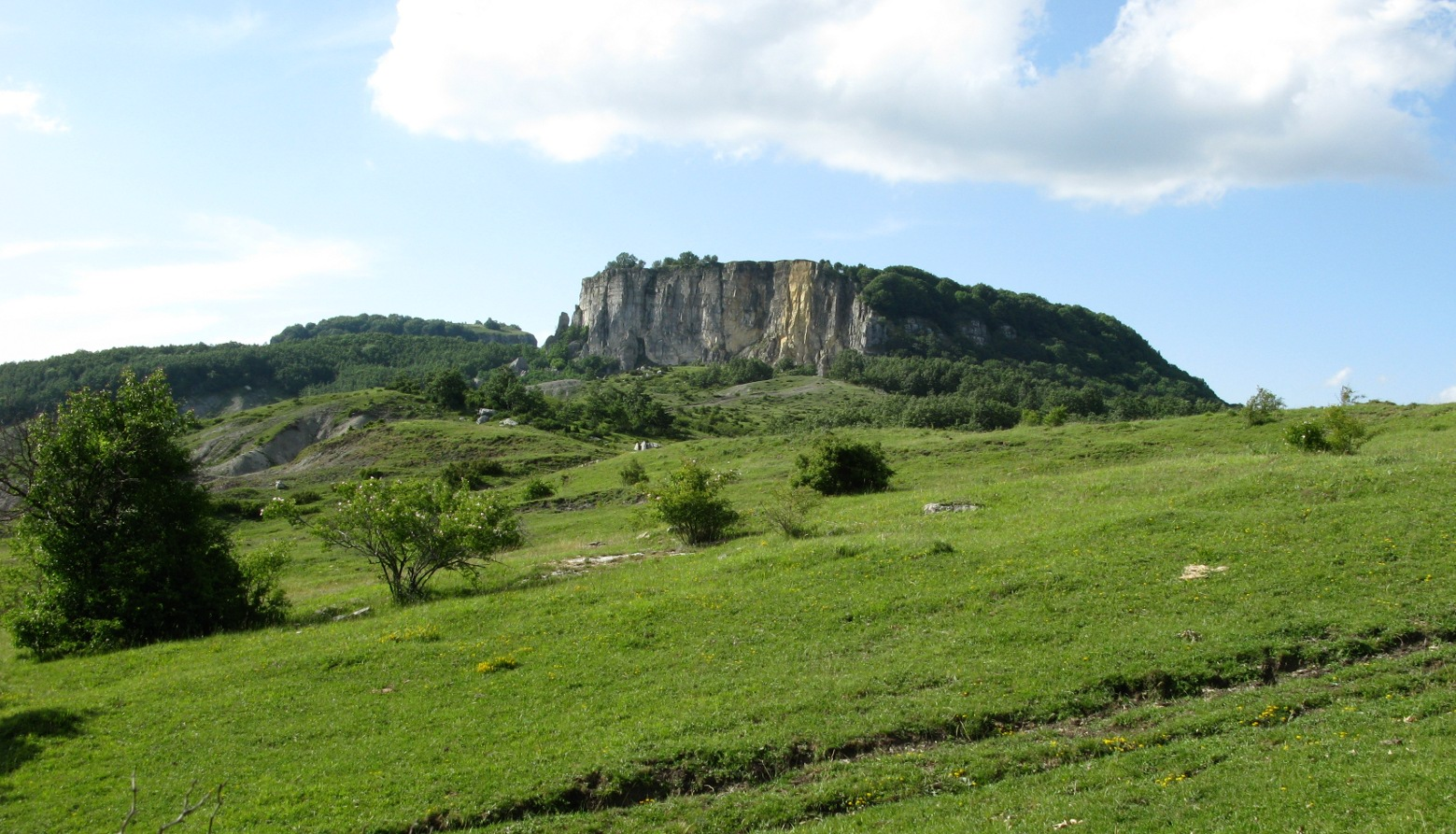
Sasso di Simone

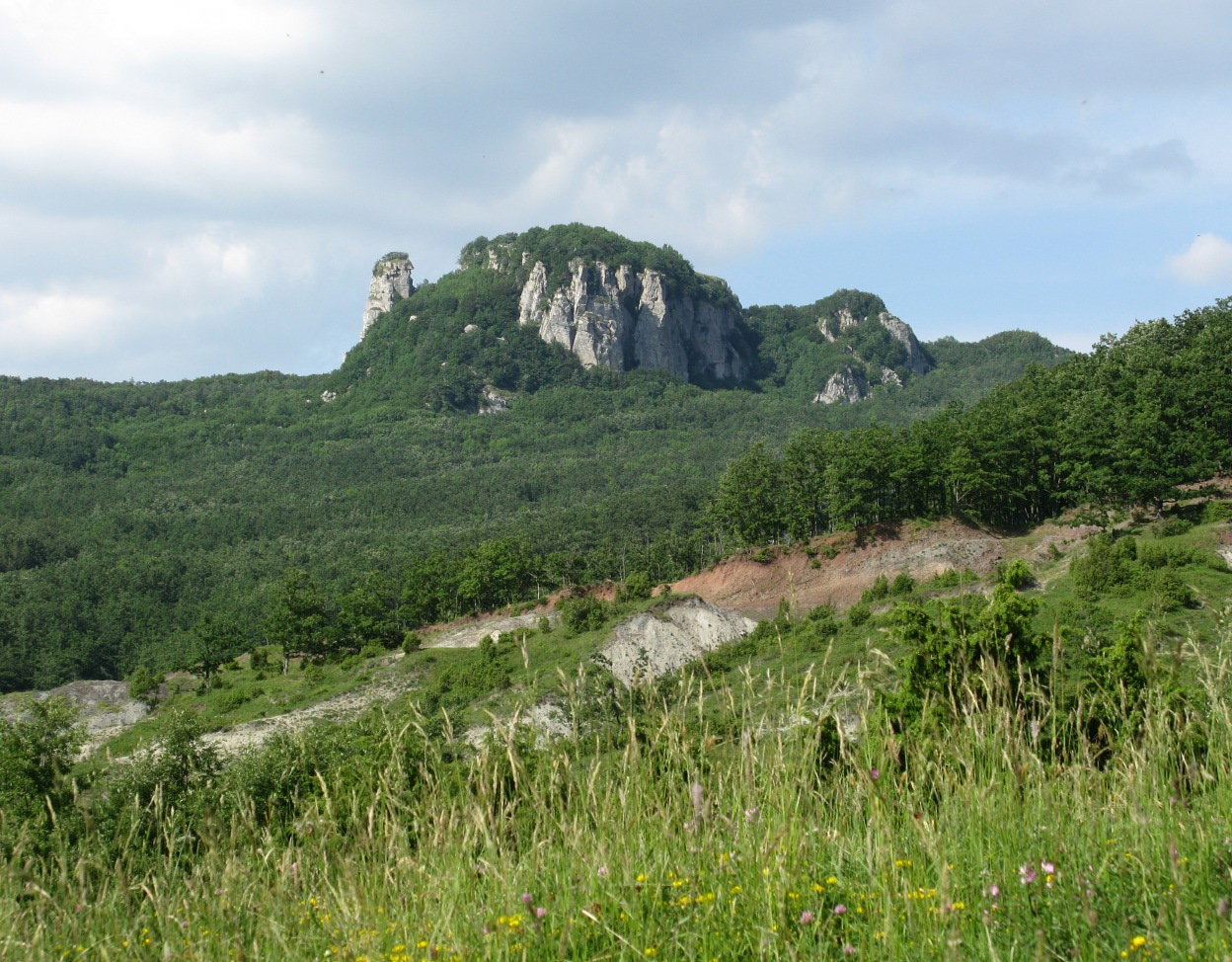
Simoncello

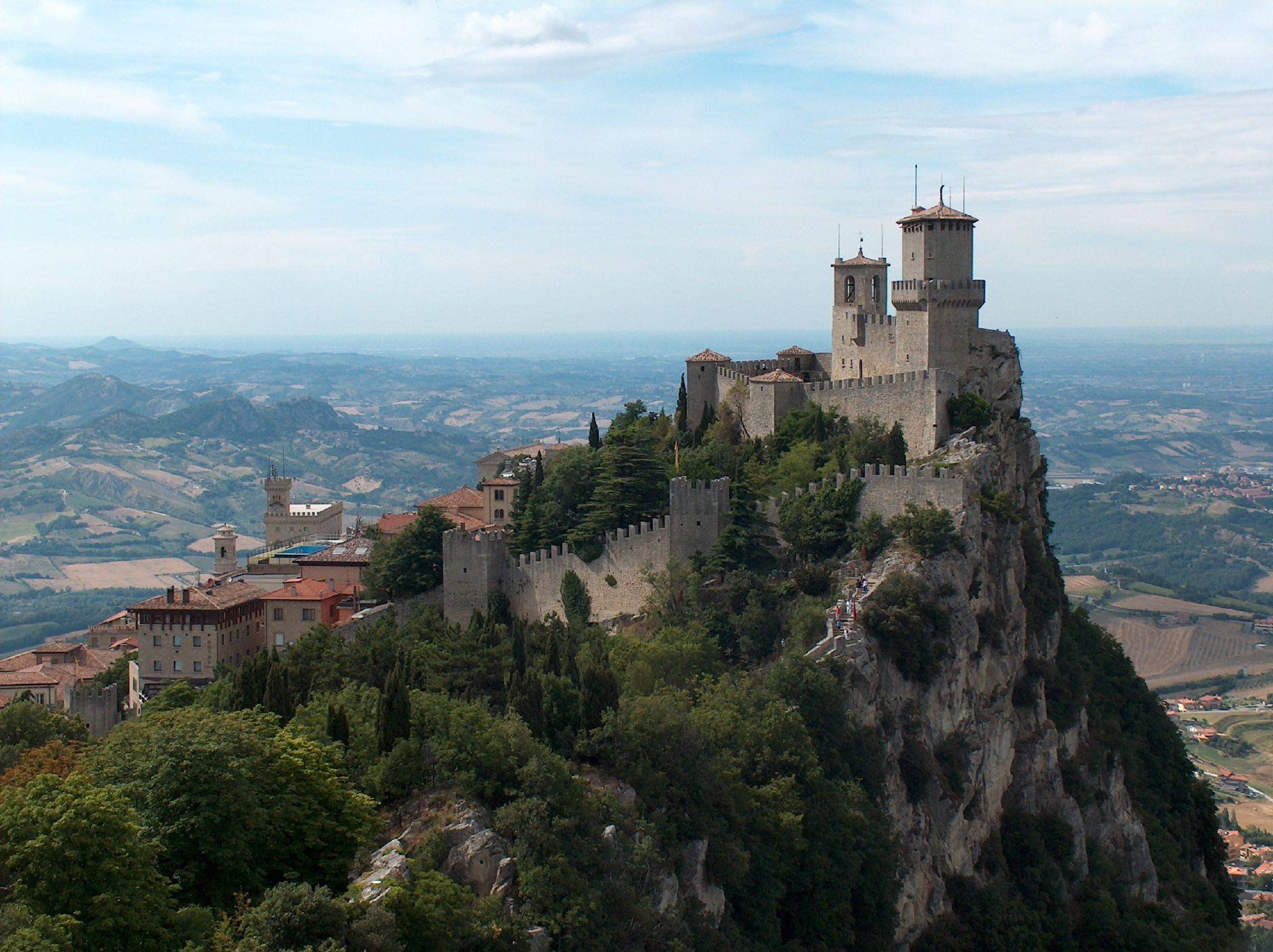
Monte Titano (San Marino) con una delle sue Rocche

Le cime principali dell'Appennino tosco-romagnolo sono:
- Monte Falco - 1.658 m - Romagna/Toscana
- Monte Falterona - 1.654 m - Toscana
- Poggio Scali - 1.520 m - Toscana/Romagna
- Poggio allo Spillo - 1.449 m - Romagna/Toscana
- Alpe della Luna Toscana (cime più elevate: Monte dei Frati - 1.454 m; Monte Maggiore - 1.384 m)
- Monte Carpegna - 1.415 m - Romagna/Marche
- Monte Fumaiolo - 1.408 m - Romagna
- Giogo Seccheta - 1.383 m - Toscana/Romagna
- Monte Comero - 1.372 m - Romagna
- Monte Massicaia - 1.366 m - Toscana
- Monticino - 1.348 m - Romagna
- Monte Aquilone - 1.346 m -
- Monte Tufone - 1.305 m - Toscana
- Monte Penna - 1.283 m - Toscana
- Monte della Zucca - 1.263 m - Toscana
- Monte Castelsavino - 1.242 m - Toscana
- Monte Lavane - 1.241 m - Toscana
- Poggio Tre Vescovi - 1.232 m - Toscana/Romagna
- Monte Castelvecchio - 1.228 m
- Simoncello - 1.221 m - Romagna
- Monte Pollaio - 1.212 m - Toscana
- Monte Gemelli - 1.206 m - Romagna
- Poggio Baralla - 1.205 m - Toscana
- Sasso di Simone - 1.204 m - Toscana
- Monte Palazzolo - 1.200 m
- Monte Peschiena - 1.198 m - Toscana
- Monte Guffone - 1.198 m - Romagna
- Monte Ritòio - 1.193 m - Romagna
- Monte Loggio - 1.179 m - Romagna
- Monte Pian Casciano - 1.148 m - Romagna
- Monte la Faggeta - 1.144 m - Toscana
- Monte Cucco - 1.137 m - Toscana/Romagna
- Poggio dei Tre Vescovi - 1.127 m
- Alpe di Vitigliano - 1.117 m - Toscana
- Monte Castelluccio - 1.115 m - Romagna
- Monte Montone - 1.104 m
- Monte Susinelli - 1.096 m - Romagna
- Monte Pratone - 1.081 m - Toscana
- Monte Marino - 1.066 m - Romagna
- Poggio Fonte Murata - 1.063 m - Romagna
- Monte Piano - 1.055 m - Romagna
- Monte Canale - 1.052 m - Romagna
- Monte delle Scura - 1.049 m - Toscana
- Poggio Roncaccio - 1.044 m - Toscana
- Poggio dell'Aquila - 1.037 m - Toscana
- La Rocchetta - 1.037 m - Romagna
- Poggio delle Campane - 1.036 m - Toscana
- Monte Faggiola - 1.031 m - Toscana
- Monte di Gamogna - 1.013 - Toscana
- Monte Campaccio - 1.018 m - Toscana

Le cime minori:
- Monte Macchia dei Cani - 968 m
- Monte Pian di Rote - 961 m
- Monte della Perticara - 889 m
- Monte Castellaccio - 833 m
- Monte Cece - 759 m
- Monte Titano - 739 m (Repubblica di San Marino)
- Monte Busca - 730 m
- Monte Battaglia - 715 m
- Monte Budrialto - 687 m
- Monte Panigheto - 662 m

### Valli

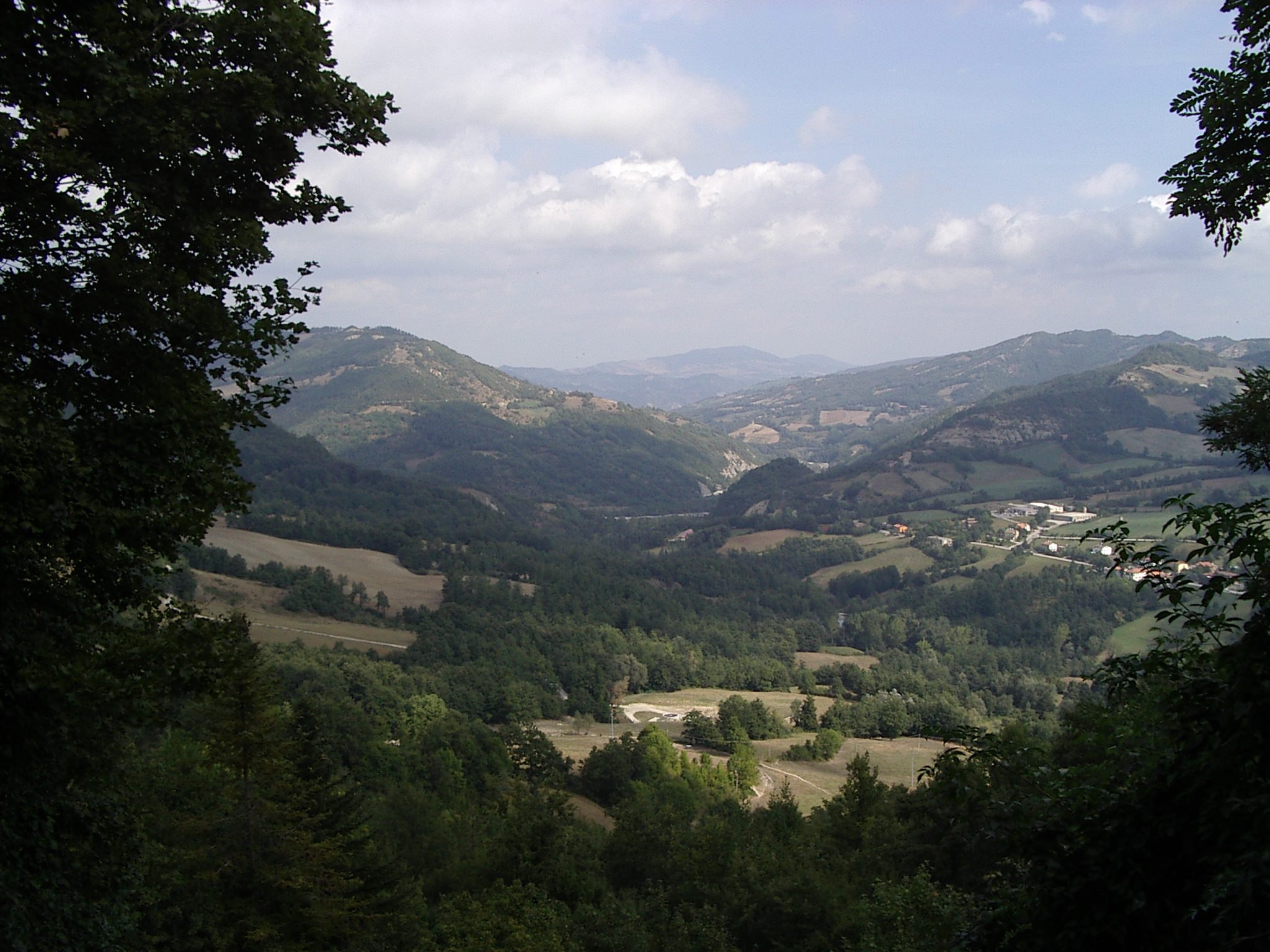
Val Marecchia

Dai fianchi del crinale si dispiegano le vallate segnate da fiumi torrentizi. Le valli dell'Appennino tosco-romagnolo sono:

Da nord-ovest a sud-est sul versante romagnolo:
- Valle del Sillaro;
- Valle del Santerno;
- Valsenio;
- Valle del Lamone;
- Valle del Montone;
- Valle del Rabbi;
- Valle del Bidente;
- Valle del Savio;
- Valmarecchia;
- Valconca;

Da nord-ovest a sud-est sul versante toscano:
- Mugello;
- Casentino;
- Valtiberina;

### Valichi

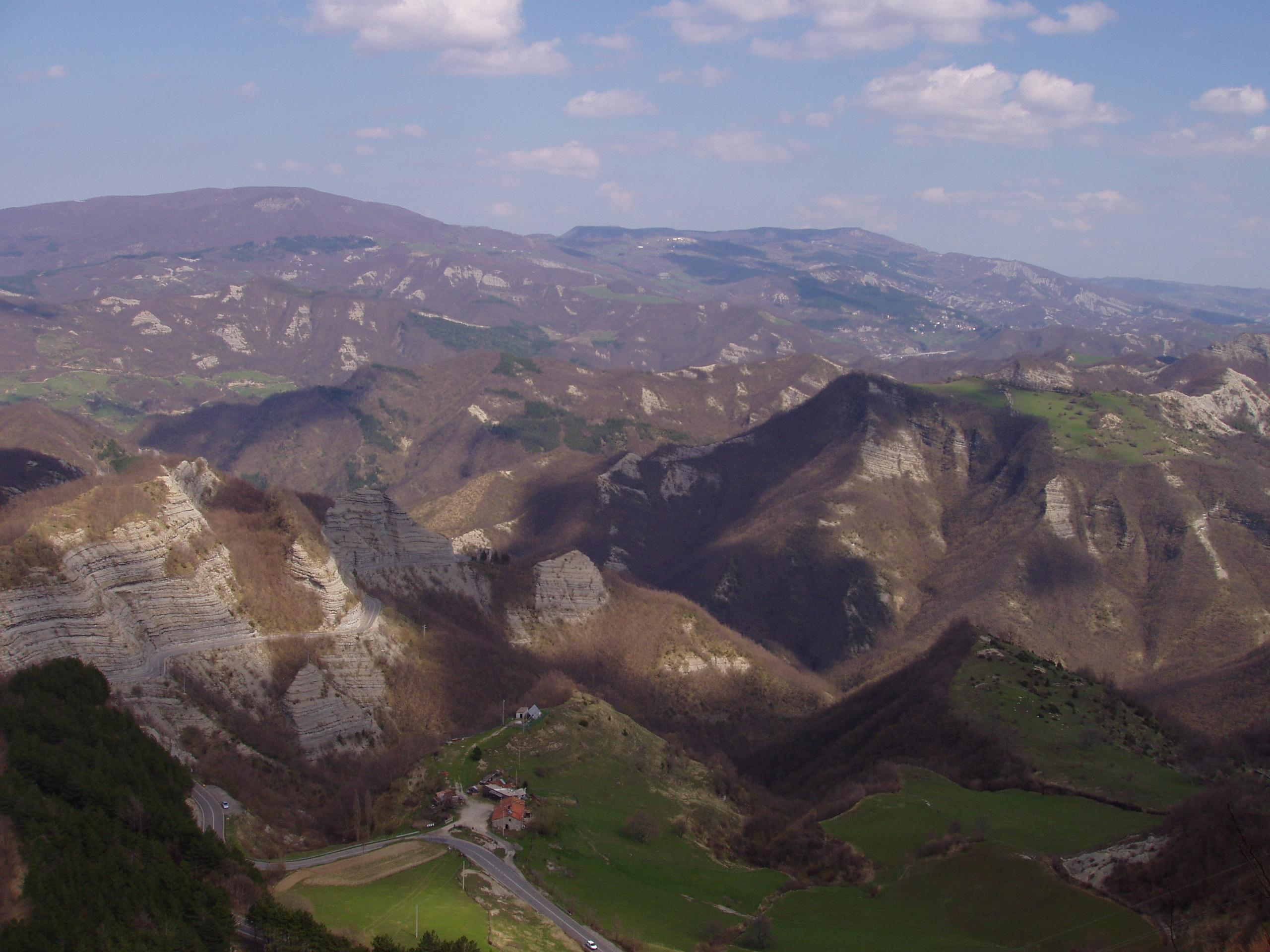
Passo dei Mandrioli

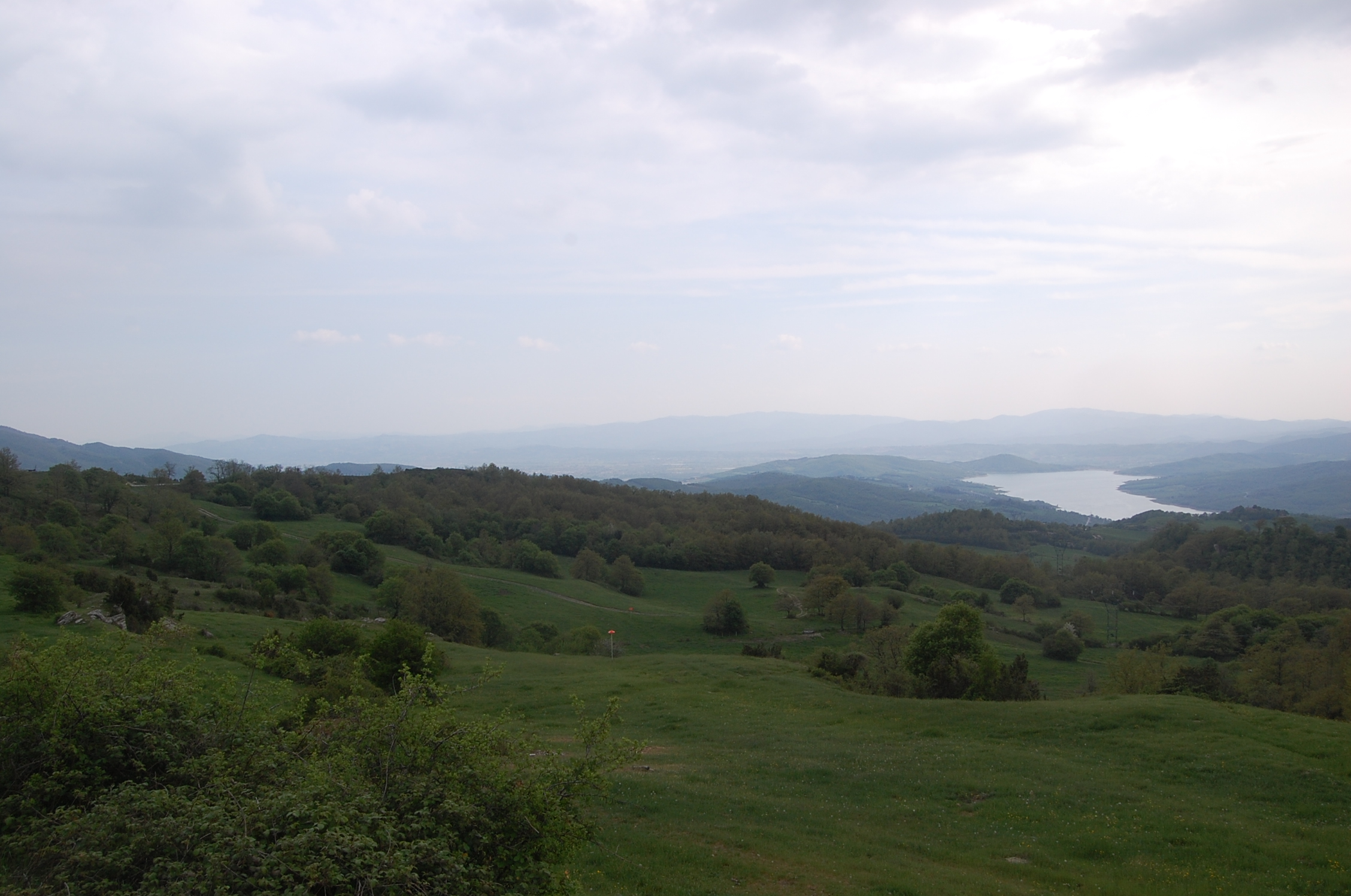
Passo di Viamaggio

I valichi principali dell'Appennino tosco-romagnolo sono:
| Valico                        | Altitudine | Collega la Valle   | con la Valle      |
| Passo di Viamaggio            | 983 m      | Valmarecchia       | Val Tiberina      |
| Passo di Monte Coronaro       | 865 m      | Valle del Savio    | Val Tiberina      |
| Passo dei Mandrioli           | 1.173 m    | Valle del Savio    | Casentino         |
| Passo la Calla                | 1.296 m    | Valle del Bidente  | Casentino         |
| Passo della Consuma           | 1.060 m    | Valle del Sieve    | Casentino         |
| Passo di Croce a Mori         | 957 m      | Valle della Sieve  | Casentino         |
| Passo del Muraglione          | 907 m      | Valle del Montone  | Valle della Sieve |
| Passo della Colla di Casaglia | 913 m      | Valle del Lamone   | Valle della Sieve |
| Passo della Sambuca           | 1.050 m    | Valsenio           | Valle del Lamone  |
| Passo del Giogo               | 882 m      | Valle del Santerno | Valle della Sieve |
| Passo della Futa              | 903 m      | Valle del Santerno | Valle della Sieve |
| Passo della Raticosa          | 968 m      | Valle del Santerno | Valle dell'Idice  |

### Fiumi
I fiumi che scendono dalle valli dell'Appennino tosco-romagnolo sono:

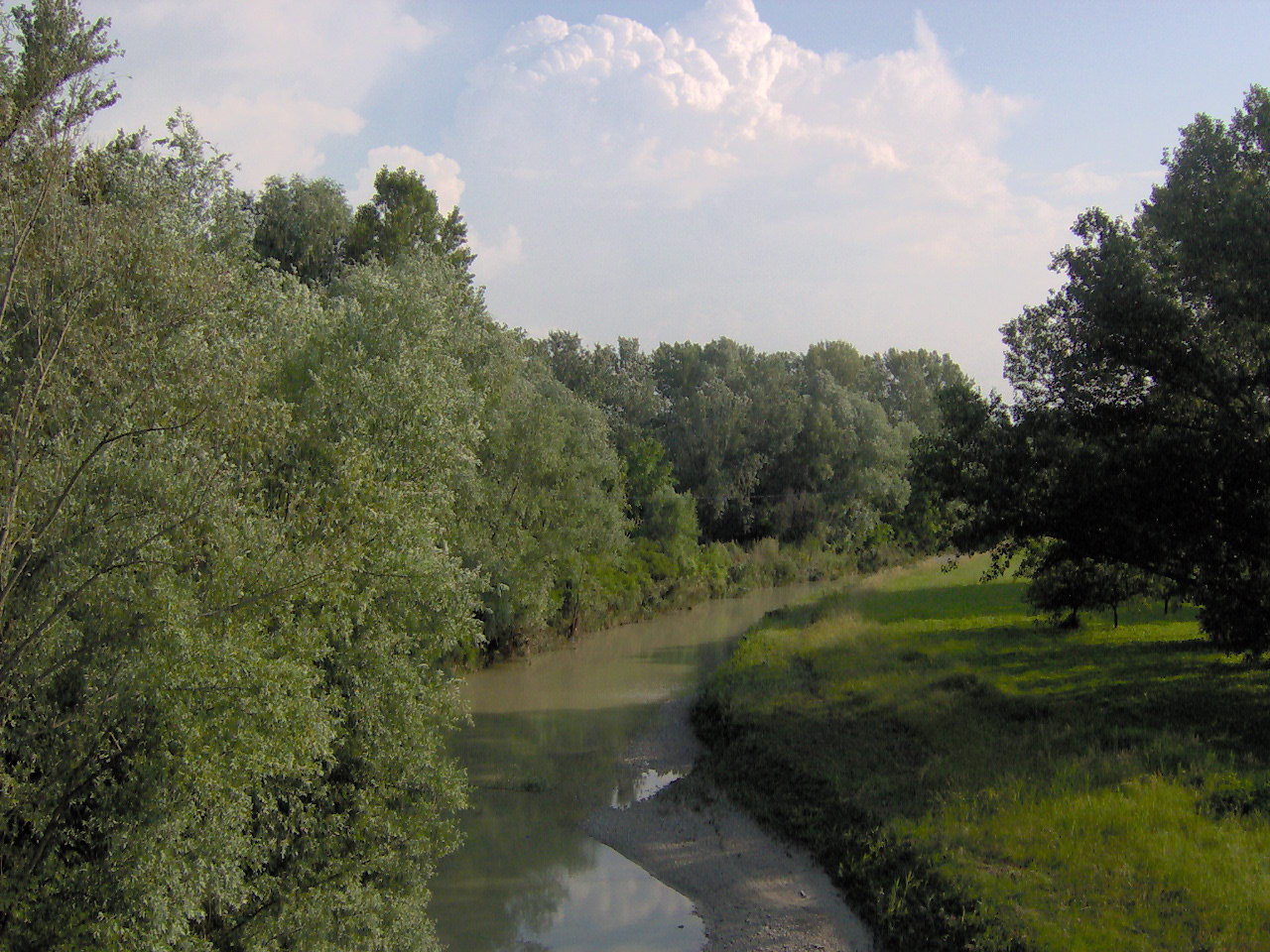
Fiume Sillaro

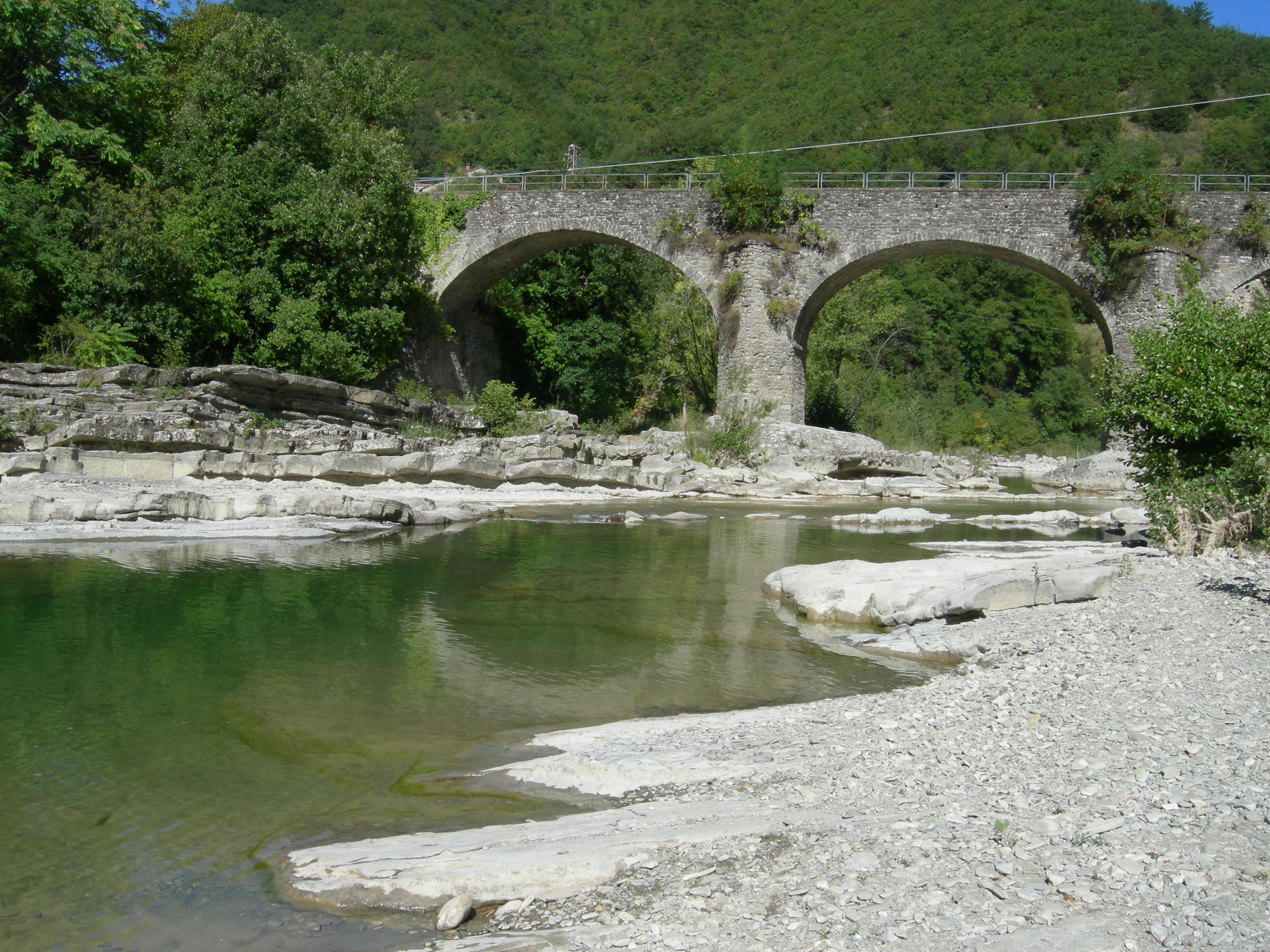
Fiume Santerno

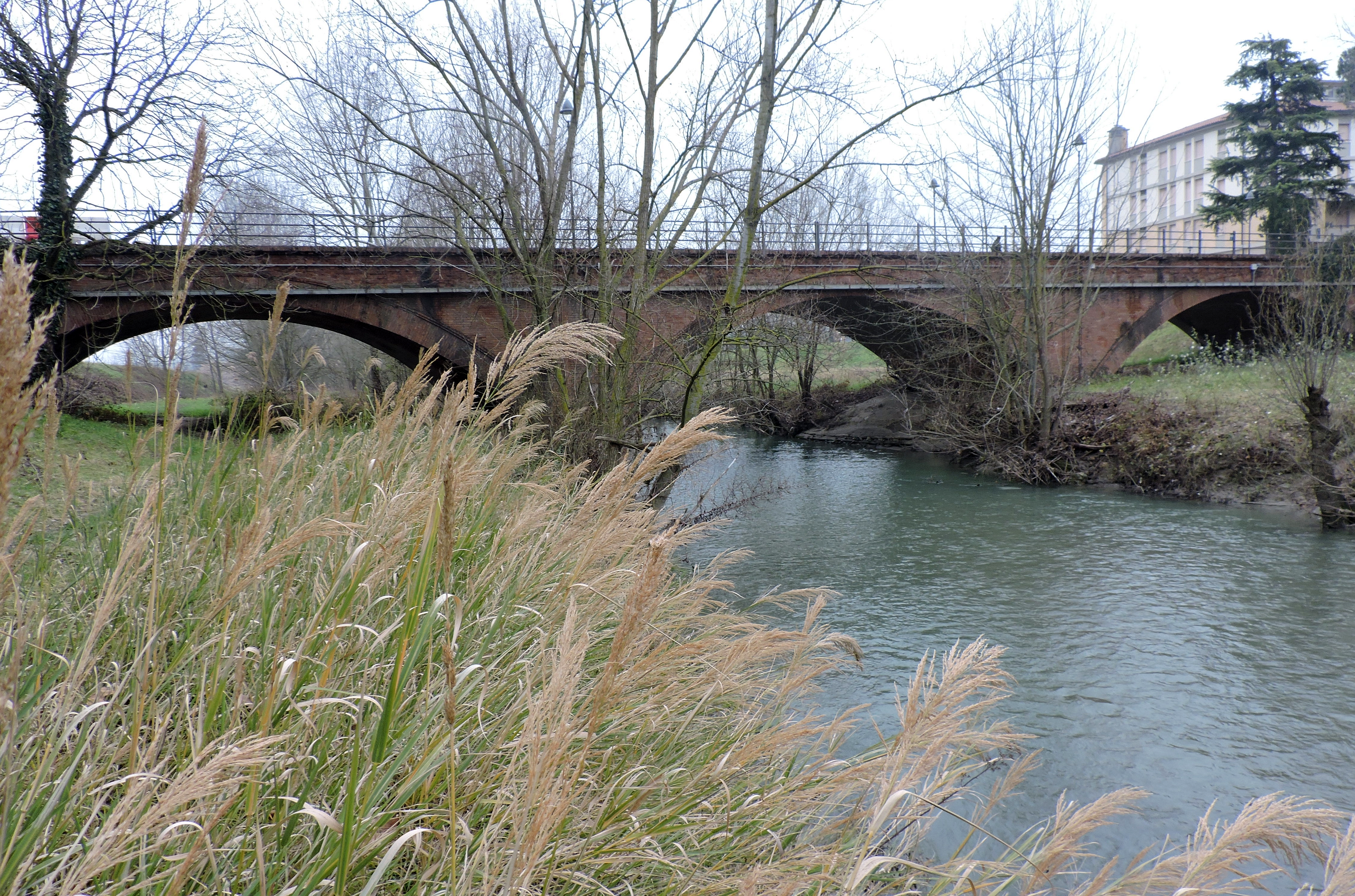
Fiume Senio

| Fiume     | Affluenti                                                    | Quota della sorgente | Sorge da             | Lunghezza |
| Sillaro   |                                                              | 800 m                | Tre Poggioli         | 66 km     |
|           | Sellustra rio Sabbioso Acquabona                             |                      |                      |           |
| Santerno  |                                                              | 1.222 m              | Passo della Futa     | 99 km     |
|           | Diaterna Rio di Filetto Rio di Gaggio Rovigo rio Sanguinario |                      |                      |           |
| Senio     |                                                              | 900 m                | Poggio dell'Altella  | 92 km     |
|           | Céstina Sintria                                              |                      |                      |           |
| Lamone    |                                                              | 1.100                | Colla di Casaglia    | 88 km     |
|           | Marzeno                                                      | 185 m                | monti di Modigliana  |           |
| Montone   |                                                              | 900                  | Passo del Muraglione | 90 km     |
|           | Rabbi Acquacheta                                             | 1.658                | Monte Falco          | 63 km     |
| Bidente   |                                                              | 1.658                | Monte Falco          |           |
| Ronco     |                                                              | 1.654                | Monte Falterona      |           |
| Savio     |                                                              | 1.268                | Monte Castelvecchio  | 126 km    |
|           | torrente Para                                                |                      |                      |           |
|           | torrente Alferello                                           |                      |                      |           |
| Marecchia |                                                              | 1.003                | Alpe della Luna      | 70 km     |
|           | Ausa Rio San Marino                                          |                      |                      |           |
| Conca     |                                                              | 1.200                | monte Carpegna       | 47 km     |

Nel versante toscano:
Sieve, Arno, Tevere.

### Aree naturali

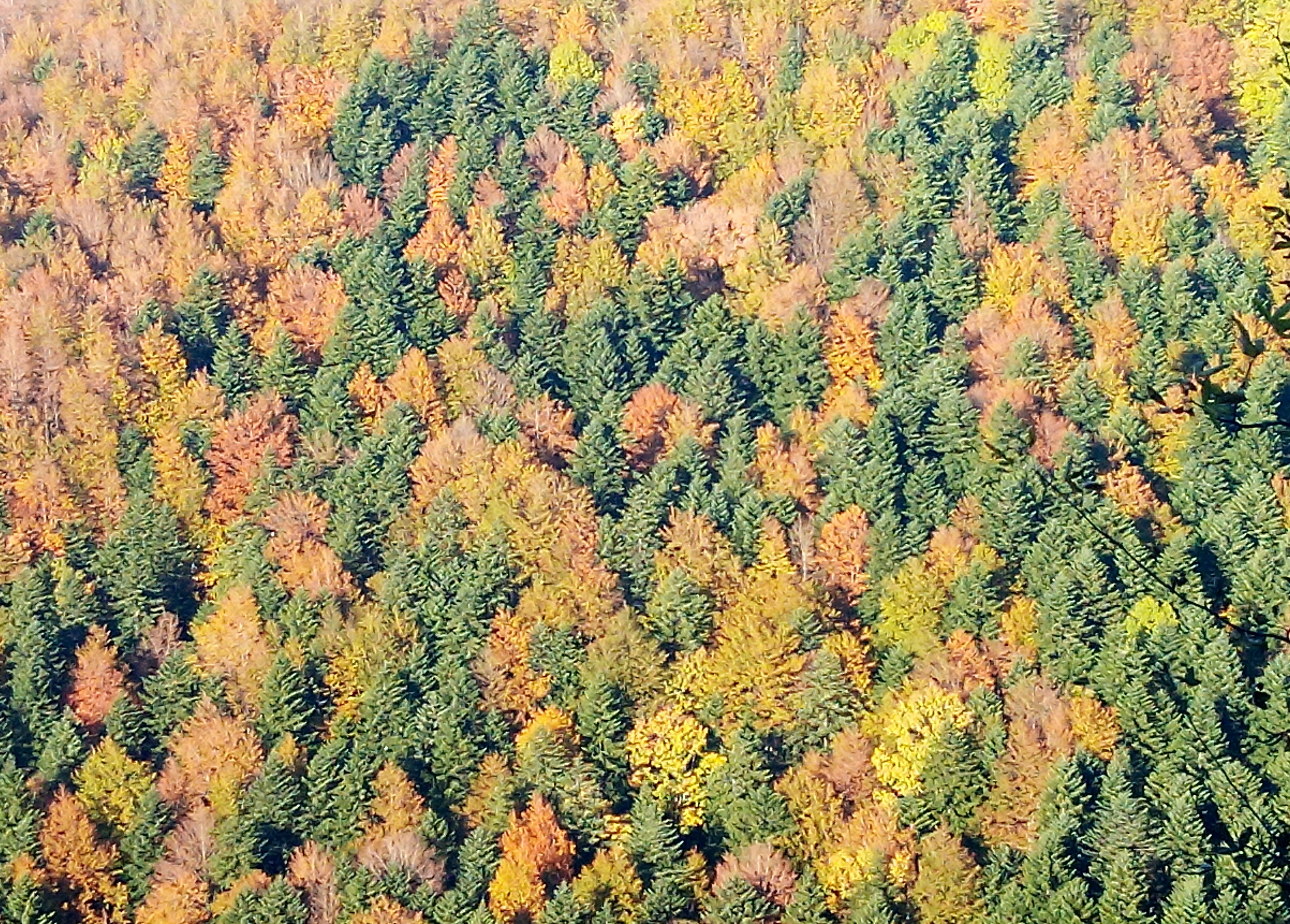
Parco nazionale delle Foreste Casentinesi

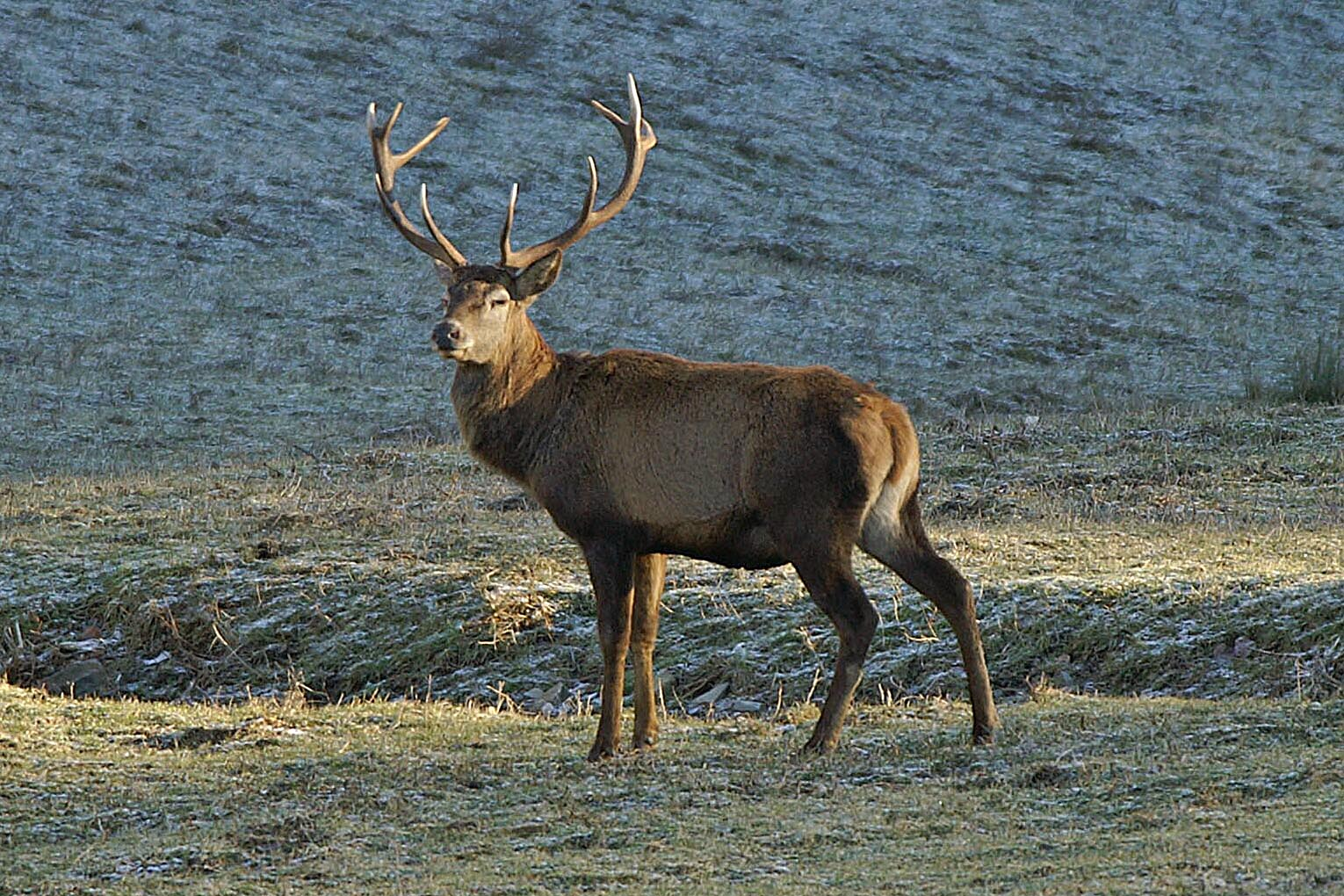
Cervo nel Parco delle Foreste Casentinesi

Le aree naturali protette dell'Appennino tosco-romagnolo iscritte nell'Elenco ufficiale delle aree naturali protette (6º aggiornamento, 2010) sono 10, così suddivise:
- 1 parco nazionale
- 2 parchi regionali
- 7 riserve naturali (di cui 3 nazionali e 4 regionali)

Parchi nazionali
- Parco nazionale delle Foreste Casentinesi, Monte Falterona e Campigna

Parchi regionali
- Parco Regionale della Vena del Gesso Romagnola
- Parco naturale regionale del Sasso Simone e Simoncello

Riserve naturali
- Riserva naturale Badia Prataglia
- Bosco della Frattona
- Bosco di Scardavilla
- Campigna
- Sasso di Simone
- Grotte di Onferno
- Sasso Fratino

## Storia
Per secoli il Granducato di Toscana ricomprendeva anche territori al di là dello spartiacque. Era, infatti, abituale per le grandi famiglie fiorentine e toscane in genere possedere boschi o terreni da pascolo in Romagna. Anche lo sfruttamento pastorale vedeva mandrie di bovini e greggi pascolare nei mesi estivi nella Romagna Toscana per svernare, poi in Maremma. In tal modo si evitava nei mesi estivi la permanenza in zone malariche. Nel 1923, quando era Presidente del Consiglio il romagnolo Benito Mussolini avvenne un'importante rettifica dei confini che ha interessato in particolare il circondario di Bagno di Romagna. Tuttora la provincia di Firenze oltrepassa la linea di displuvio, nella zona di Marradi, Palazzuolo sul Senio e Firenzuola (comuni compresi rispettivamente nelle valli dei fiumi Lamone, Senio e Santerno).